# Edition Mariannenpresse
Die Edition Mariannenpresse war ein Buchverlag in Berlin-Kreuzberg, der von 1979 bis 2008 unter wechselnden Trägern im Rahmen von Förderstipendien bibliophile Erstausgaben von Autoren und Bildenden Künstlern herausgegeben hat – das 130. und damit letzte Buch wurde noch nachträglich 2009 vorgelegt.

## Geschichte
Die Edition Mariannenpresse wurde 1979 auf Initiative von Hannes Schwenger als ein durch den West-Berliner Senat gefördertes Projekt der Neuen Gesellschaft für Literatur (NGL) begründet, die zugleich als erster herausgebender Verleger fungierte, in dieser Funktion später zwischenzeitlich von dem Bildungswerk des Berufsverband Bildender Künstler*innen Berlins (BBK) und zuletzt vom Literaturhaus Berlin in Zusammenarbeit mit BBK und NGL (1973–2004) abgelöst wurde.
Als Einrichtung einer Künstlerselbstverwaltung nutzte sie die Vielfalt als ein Projekt öffentlicher und privater Kunstförderung und wurde dafür 1999 mit dem Victor Otto Stomps-Preis ausgezeichnet.
Wegen Absatzproblemen musste der Initiator und Herausgeber Hannes Schwenger nach 129 Buch- bzw. Erstausgaben im Oktober 2008 die Aufgabe der Edition Mariannenpresse zum Jahresende bekannt machen, gab aber noch 2009 nach nunmehr 30 Jahren mit Aus gepresst – Almanach der Edition Mariannenpresse die 130. und damit allerletzte Edition als „Kondolenzbuch der Edition Mariannenpresse“ heraus.

## Stipendium

### Fördermodell
Hannes Schwenger hatte als Mitglied der Senatsjury für Autorenstipendien Ende der 1970er vorgeschlagen, in Zusammenarbeit mit den Druckwerkstätten des bbk die Edition Mariannenpresse als ein Produktionsstipendium aufzulegen. Das Statut hat er dann zusammen mit Dietger Pforte als dem Literaturreferenten des West-Berliner Senats entworfen. 1979 wurde die Edition Mariannenpresse schließlich als ein Projektstipendium der West-Berliner Senatsstipendien für Autoren gegründet.
Bis 2001 wurde die Edition als Projekt der öffentlichen Kunstförderung vom Berliner Senat gefördert und anschließend von Stiftungen und privaten Sponsoren unterstützt. Die Edition Mariannenpresse nutzte für ihre Buchausgaben die Druckwerkstatt Bethanien am Mariannenplatz in Berlin-Kreuzberg. Eine Zusammenarbeit für den Druck der Buchausgaben gab es später u. a. auch mit der Saal-Presse in Bergsdorf bei Berlin sowie mit der Tabor-Presse und den Druckwerkstätten der Universität der Künste Berlin (UdK). Mit der UdK und dem DAAD gab es zudem auch darüber hinausgehende Partnerschaften.
Die Edition Mariannenpresse vergab Stipendien in Form von Publikationsförderungen, womit einerseits die Erstellungskosten einer Buchveröffentlichung – Lyrik oder belletristische Prosa oder Grafiken bzw. Zeichnungen oder Lithografien, nicht selten in Kombination von Text und Bild – von Autoren oder/und Bildenden Künstlern abgedeckt und zudem den Autoren und Künstlern 25 Prozent der Erlöse aus den Abverkäufen ihrer Bücher als Honorar garantiert wurden. An den unterschiedlichen Druckprozessen waren die Autoren und Bildenden Künstler meist auch selbst beteiligt.

### Stipendiaten
Die in den Buchausgaben aufgeführten Stipendiaten stammten bereits vor 1990 aus der Bundesrepublik und der DDR, darüber hinaus auch u. a. aus Österreich und der Schweiz. Die Buchausgaben stellen zudem keineswegs nur Frühwerke vor, und nicht wenige der Autoren und Künstler gelangten (später) auch zu nationaler und internationaler Bekanntheit – oder waren schon bei Abdruck in der Mariannenpresse bekannt. Stellvertretend genannt seien hier Durs Grünbein, Urs Jaeggi, Helga Novak, Einar Schleef, Ingo Schulze und Guntram Vesper sowie Hartwig Ebersbach, Ebrahim Ehrari, Sarah Haffner, Dieter Goltzsche, Evelyn Kuwertz und Cornelia Schleime.
Bei einigen Buchausgaben wurden auch Werke postum vorgestellt und dem Werk eines lebenden Autors oder Künstlers gegenübergestellt.

### Trivia
Nachdem in der Edition Mariannenpresse auch Titel wie Jeder verschwindet so gut er kann und Ich fühle mich in Grenzen wohl von Lutz Rathenow und Sascha Anderson veröffentlicht wurden, hatten KGB und MfS eine Beobachtung der Mariannenpresse vereinbart. Andererseits war auch der „letzte Kommunist“ Ronald M. Schernikau, der noch 1989 die Staatsbürgerschaft der DDR beantragte und am 1. September 1989 nach Berlin-Hellersdorf übersiedelte, Autor der Edition Mariannenpresse.

## Auszeichnungen
- 1999: Victor Otto Stomps-Preis

## Buchausgaben

### Hinweise zur Liste
Die Liste enthält alle 130 Buchausgaben der Edition Mariannenpresse – i. d. R. jeweils einmalige bibliophile, meist im Pressendruck erstellte Ausgaben mit bis zu 250 nummerierten, signierten Exemplaren – in der Reihenfolge ihrer Bandnummer. (Manchmal weichen Bandnummern von der Chronologie des Erscheinungsjahres ab – womöglich ist hierbei der Zeitpunkt der Vergabe eines Stipendiums bestimmend gewesen.)
Die jeweils herausgebenden Körperschaften analog zu einem Verlag wie  NGL, BBK, Literaturhaus Berlin (zuweilen ergänzt um Angaben zu einer Jury) werden genannt, soweit u. a. in der DNB aufgeführt – bei keiner Nennung bzw. Beschränkung auf Erscheinungsort und -jahr wird seitens der DNB die Edition Mariannenpresse auch manchmal selbst als Herausgeber bezeichnet.
Im Gegensatz zu üblichen Bibliografieangaben werden nach der Bandnummer generell neben den Autoren die Bildenden Künstler sowie jeweils in Klammern sie betreffende Inhaltsangaben gemacht und erst anschließend der Titel usw. genannt. Dies folgt dem Gedanken, dass Textbeitrag wie Bildbeilage oder Illustration gleichermaßen mit einem Abdruck in der Edition Mariannenpresse gefördert wurden. Ausnahmen bilden hierbei Werke, die nur von einem Autor oder Künstler vorgelegt wurden.

### Bände 1 bis 130
- 001: Aldona Gustas (Gedichte u. Lithografien): Luftkäfige – eine litauische Kindheit. NGL (Hrsg.), Berlin 1980, ISBN 3-922510-00-0.
- 002: Benno Meyer-Wehlack (Autor), Klaus Hohlfeld (Linolschnitte): Das Kinokind. NGL (Hrsg.), Berlin 1980. ISBN k. A.
- 003: Matthias Brand, Peter Huth, Liese Petry: Skizzen in Berlin. Texte u. Zeichnungen. NGL (Hrsg.), Berlin 1980, ISBN 3-922510-02-7.
- 004: Richard Anders (Gedichte), Louis (Lithografien): Über der Stadtautobahn. Erstausgabe (nicht für den Handel bestimmt). Berlin 1980, ISBN 3-922510-03-5.
- 005: Evelyn Kuwertz (Grafik), Irena Vrkljan (Gedichte): Stationen. NGL (Hrsg.), Berlin 1981, ISBN 3-922510-06-X.
- 006: Erika Stöppler (Gedichte), Monika Sieveking (Illustrationen): Dazwischen denke ich nach. NGL (Hrsg.), Berlin 1981, ISBN 3-922510-04-3.
- 007: Martin Pohl (21 Gedichte), Peter Schunter (8 Graphiken): Nah bei dir und mir. NGL (Hrsg.), Berlin 1981, ISBN 3-922510-05-1.
- 008: Hans-Bernd Jonas: So viel noch von Atlantis – aus der besetzten Villa Schilla. NGL (Hrsg.), Berlin 1981, ISBN 3-922510-08-6.
- 009: Sarah Haffner (Gedichte u. Siebdrucke): Graue Tage, grüne Tage. Berlin 1982, ISBN 3-922510-10-8.
- 010: Klaus Bździach (Wörter), Marianne Schröder (Bilder): Konstantins Schlüssel. Berlin 1982, ISBN 3-922510-11-6.
- 011: Jürgen Hoffmann, Ernst Volland: Du da – ich hier. NGL (Hrsg.), Berlin 1982. ISBN 3-922510-09 (falsch).
- 012: Claudio Lange: Würde des Menschen – Poem in 2 Teilen. Mit 4 Lithografien. NGL (Hrsg.), Berlin 1982, ISBN 3-922510-12-4.
- 013: Hannes Schwenger (Autor). Klaus Büscher (Holzstiche): Untergang des Abendlandes durch Spinat. Berlin 1982, ISBN 3-922510-13-2.
- 014: Peter Feraru (Gedichte), Norbert Keyser (Linolschnitte): Schöne heile Welt ... Berlin 1982, ISBN 3-922510-14-0.
- 015: Filippo de Esteban (Erzählungen u. Lithografien): Zwei Orte – keinen Ort. Berlin 1983, ISBN 3-922510-18-3.
- 016: Hans Häußler: Immer wenn ich einschlafen möchte, geht eine Amsel über den Hof. Gedichte und Bilder einer Schlaflosen. Mit 21 Linolschnitten des Autors im Text. Berlin 1983, ISBN 3-922510-15-9.
- 017: Jürgen Beckelmann, Ernst Leonhardt (Lithogr.): An solchen Tagen – Erzählungen. Berlin 1983, ISBN 3-922510-17-5.
- 018: Tilmann Lehnert, (Prosa), Johannes Grützke (Lithogr.): Paarungen, Verwüstungen. Berlin 1983, ISBN 3-922510-16-7.
- 019: Hartmut Schulz: Nachsehen – Fotos. NGL (Hrsg.), Berlin 1983, ISBN 3-922510-19-1.
- 020: Split (eigentlich: Peter Ruppel): Hinfort. Texte und Lithografien. NGL (Hrsg.) mit Unterstützung d. Senators für Kulturelle Angelegenheiten, Berlin 1984, ISBN 3-922510-20-5.
- 021: Lutz Rathenow (7 Prosatexte), Ullrich Panndorf (5 Radierungen): Jeder verschwindet so gut er kann. Berlin 1984, ISBN 3-922510-21-3:
- 022: Ronald M. Schernikau, Uliane Borchert (17 z. T. Siebdrucke): Petra – ein Märchen. Berlin 1984, ISBN 3-922510-22-1.
- 023: Yaak Karsunke (Gedichte), Arwed D. Gorella (Collagen, Filmmontagen für Offset): Die Guillotine umkreisen. NGL (Hrsg.), Berlin 1984, ISBN 3-922510-23-X.
- 024: Benno Meyer-Wehlack, Klaus Hohlfeld (Farblinolschnitte): Das Theaterkind. 1938 – 46. Ein Text. Berlin 1984, ISBN 3-922510-25-6.
- 025: Aras Ören, Ergin Inan (5 Radierungen): Widersinnige Sinnsprüche – Hikmetli aykırı sözler. Aus d. Türk. von Petra Kappert. Berlin 1984, ISBN 3-922510-24-8.
- 026: Einar Schleef: Arthur. Mit Zeichnungen des Autors. NGL (Hrsg.), Berlin 1985, ISBN 3-922510-28-0.
- 027: Sascha Anderson (Lyrik), Helge Leiberg (Grafik): O.T. NGL (Hrsg.), Berlin 1985, ISBN 3-922510-27-2.
- 028: Merve Lowien, Elke Karrenberg (Grafik): Alpha beta hobb la pi. NGL (Hrsg.), Berlin 1985, ISBN 3-922510-26-4.
- 029: Guntram Vesper, Klaus Büscher (Holzstiche): Nordwestpassage. Steglitz. – ein Poem. NGL (Hrsg.), Berlin 1985, ISBN 3-922510-29-9.
- 030: Ronald Glomb, Wolfgang Heyder, Lothar Reese (Hrsg.): Gesang auf mein Messer. Jahrbuch für junge Lyrik 3. Berlin 1985, ISBN 3-922510-30-2[7]
- 031: Sascha Anderson, Stefan Döring, Bert Papenfuß-Gorek, Ouhi Cha (Lithogr.): Ich fühle mich in Grenzen wohl – 15 deutsche Sonette. NGL (Hrsg.), Berlin 1985, ISBN 3-922510-31-0.
- 032: Urs Jaeggi, Schang Hutter (Lithographien), Jürgen Prasse (Drucker): Heicho. Berlin 1985, ISBN 3-922510-32-9.
- 033: Paul Schuster, Pomona Zipser (Zeichn.): Heilige Cäcilia. NGL (Hrsg.), Berlin 1986, ISBN 3-922510-33-7.
- 034: Martin Pohl, Ullrich Panndorf (3 Siebdr., 14 Künstler-Klischées, 2 Holzschn.): Memorial – 5 poetische Erinnerungsstücke. NGL (Hrsg.), Berlin 1986, ISBN 3-922510-34-5.
- 035: Andreas Röhler (Gedichte), Thuur Camps (Grafik): Santo Morelli. NGL (Hrsg.), Berlin 1986, ISBN 3-922510-35-3.
- 036: Tilmann Lehnert, Johannes Grützke: Kolophon – Gedichte, Lieder, Szenen, Dialoge d. „Erlebnisgeiger & Klavier & Gesang“. NGL (Hrsg.), Berlin 1986, ISBN 3-922510-36-1.
- 037: Frank-Wolf Matthies (Text), Cornelia Schleime (Sechs übermalte Postkarten): Franz Lövenhertz – ein Märchen. NGL (Hrsg.), Berlin 1987, ISBN 3-922510-37-X.
- 038: Helmut Eisendle, Uli Kasten (12 Offset-Lithos): Die schönste Landschaft ist das Hirn. NGL (Hrsg.), Berlin 1987, ISBN 3-922510-38-8.
- 039: Elke Erb (Gedichte), Christine Schlegel van Otten (Grafik): Gesichtszüge. NGL (Hrsg.), Berlin 1987, ISBN 3-922510-39-6.
- 040: Jan Peter Bremer, Heike Kürzel (7 Lithografien): In die Weite. NGL (Hrsg.), Berlin 1987, ISBN 3-922510-40-X.
- 041: Martin Kurbjuhn (Erzählung), Albrecht Dieter Masuhr (Porträts): Staatsgäste. NGL (Hrsg.), Berlin 1988, ISBN 3-922510-43-4.
- 042: Guntram Vesper (5 Erzählungen aus Deutschland), Klaus Büscher (13 Lithografien): Dunkelkammer. NGL (Hrsg.), Berlin 1988 (1989?). ISBN 3-922510-41-8.
- 043: Javis Lauva: 52 Gedichte aus dem Grab von Edgar Poe. Gedichte und Offsetgrafiken. Vorwort von Jochen J. Lingnau. NGL (Hrsg.), Berlin 1988, ISBN 3-922510-42-6.
- 044: Lothar Stemwedel (Text), Werner Linster (Grafiken): Der Fluch. NGL (Hrsg.), Berlin 1988, ISBN 3-922510-44-2.
- 045: Zāhid Fārānī Šaiḫ, Ebrahim Ehrari (4 Radierungen): Die Schrift an der Wand. Übersetzung: Erika Stöppler. NGL (Hrsg.), Berlin 1988, ISBN 3-922510-45-0.
- 046: Norbert Tefelski (Texte), Endart (Bilder): 1:5 (Eins zu fünf). NGL (Hrsg.), Berlin 1988, ISBN 3-922510-46-9.
- 047: Michael Wildenhain, Oliver Voigt (5 Radierungen): Heiß ist die Nacht eine Spur – Gedichte. NGL (Hrsg.), Berlin 1988, ISBN 3-922510-48-5.
- 048: Kemal Kurt (Text), Abuzer Güler (Grafik): Beim nächsten Ton. NGL (Hrsg.), Berlin 1988, ISBN 3-922510-47-7.
- 049: Wolfgang Heyder (Gedichte), Zhu Jinshi (Lithogr.): Splittervögel schwebend. NGL (Hrsg.), Berlin 1988, ISBN 3-922510-46-9.
- 050: Johano Strasser (aus d. Theoret. übers. u. mit zusätzl. Irrtümern versehen), Ulrich Baehr (Lithogr.): Die Heimsuchung oder: von der Schwierigkeit, der Wahrheit die Ehre zu geben. Berlin 1989, ISBN 3-922510-50-7.
- 051: Christian Theunert: Sag ja zur Niederlage. NGL (Hrsg.), Berlin 1990, ISBN 3-922510-51-5.
- 052: Gyula Kurucz, Thomas Lange (Radierungen): Knospen, Blüten. Berlin 1990, ISBN 3-922510-52-3.
- 053: Richard Pietraß, Ursula Strozynski (5 Radierungen): Ostkreuz. NGL (Hrsg.), Berlin 1990, ISBN 3-922510-56-6.
- 054: Moritz Hoffmann: Wort, Satz und Sprung – Gedichte, Collagen. NGL (Hrsg.), Berlin 1991, ISBN 3-922510-57-4.
- 055: Roland Vinzing (Prosa), André Putzmann (Offsetlithografien): Der Sprung – Stimmen im Dunkel. NGL (Hrsg.), Berlin 1990, ISBN 3-922510-58-2.
- 056: Sibylle Klefinghaus, Marianne Manda (Illustrationen): Der zarte unsichtbare Kompass. NGL (Hrsg.), Berlin 1991, ISBN 3-922510-59-0.
- 057: Matthias Brand (Geschichten), Dorothea Müller-Niedner (Lithografien): Die flatternde Strasse. NGL (Hrsg.), Berlin 1991, ISBN 3-922510-60-4. NGL (Hrsg.), Berlin 1991, ISBN 3-922510-60-4.
- 058: Demosthenes Davvetas, Thomas Schliesser (7 Offsetlithografien): Orest oder der Roman ohne Ende. Aus dem Griech. von Wolfgang Josing-Gundert. NGL (Hrsg.), Berlin 1991, ISBN 3-922510-61-2.
- 059: Paulus Böhmer, Uli Kasten (Offset-Lithos): Kaddish. NGL (Hrsg.), Berlin 1991, ISBN 3-922510-62-0.
- 060: Klaus Bździach (Hrsg.), Klaus Hohlfeld (Farblinolschnitt): Zehn-fuffzich – zehn Jahre, fünfzig Bücher. Zweiteiliger Almanach.  NGL (Hrsg.), Berlin 1989, ISBN 3-922510-54-X.
- 061: Wolfgang Heyder (Illustration): Vier + four. Übersetzung: Mitch Cohen. NGL (Hrsg.), Berlin; Glasgow Print Studio, Glasgow, 1990.
- 062: Klaus-Jürgen Liedtke, Matts Husser (Siebdrucke und Heliogravuren): Brocken Tod – Gedichte. NGL (Hrsg.), Berlin 1991, ISBN 3-922510-63-9.
- 063: Neda Miranda Blažević: NeoNTINTE. Aus dem Kroatischen von Zvonko Plepelić. NGL (Hrsg.), Berlin 1991, ISBN 3-922510-64-7.
- 064: Durs Grünbein, Christine Schlegel (Illustrationen): Schwere Zeitung. Leporellobuch. Berlin 1992, ISBN 3-922510-65-5.
- 065: Klaus Rifbjerg (16 Gedichte), Hans Holle (4 Lithogr.): Privatsache. Aus dem Dän. von Gregor Laschen. NGL (Hrsg.), Berlin 1992, ISBN 3-922510-66-3.
- 066: Magnus Zeller: Aufbruch und frühe Feste. Autobiografische Erzählungen und Radierungen. NGL (Hrsg.), Berlin 1993, ISBN 3-922510-99-X.
- 067: Oliver Marco Pohl, Holger Syrbe: Kreuzzug der Architekten. NGL (Hrsg.), Berlin 1992, ISBN 3-922510-67-1.
- 068: Stephan Bruelhart, Matthias Maedebach (Illustration, Federzeichnung): SaBeLen. NGL (Hrsg.), Berlin 1993, ISBN 3-922510-69-8.
- 069: Rudolf Huber-Wilkoff: Welt nach Mass. NGL (Hrsg.), Berlin 1993, ISBN 3-922510-70-1.
- 070: Stig Dalager & Peter Nielsen, Niels Reumert (Grafik): Provinzidyllen. Aus dem Dän. von Peter Urban-Halle (sowie Auswahl) & Klaus Lambertsen. BBK (Hrsg.), Berlin 1993, ISBN 3-922510-75-2.
- 071: Wolfgang Utschick (Gedichte), Knut Werner-Rosen (Linoldr.): Ausgetanzt. BBK (Hrsg.), Berlin 1993, ISBN 3-922510-72-8.
- 072: Ulrike Schuster, Martin Figura (31 Lichtgrafiken): Abendland, mein lieber Fetzen – eine Poesia. BBK (Hrsg.), Berlin 1993, ISBN 3-922510-73-6.
- 073: Rolf Bossert (Gedichte), Renée Strecker (Farb-Lithographien): Befristete Landschaft. NGL (Hrsg.), Berlin 1993, ISBN 3-922510-74-4 (DNB).
- 074: Lenie Reedijk (Redaktion):[8] Paß: partout – Sammlung internationaler Literatur und Graphik. Herausgegeben mit Unterstützung der Senatsverwaltung für Kulturelle Angelegenheiten. Berlin 1989, ISBN 3-922510-53-1.[9]
- 075: Jürgen Hoffmann: Nach Moskau. Erzählung. 8 Holzschnitte. Berlin 1994, ISBN 3-922510-76-0.
- 076: Rolf Schneider, Therese Schneider (Siebdrucke): Ostdeutsche Graffiti. BBK (Hrsg.), Berlin 1994, ISBN 3-922510-77-9.
- 077: Elke Erb: Wo das Nichts explodiert – Gedicht. Anna Werkmeister: Imaginäre Skulpturen – 10 Holzschnitte. BBK (Hrsg.), Berlin 1994, ISBN 3-922510-78-7.
- 078: Yōko Tawada, Angelik Riemer (Offsetlithographien): Spiegelbild. BBK (Hrsg.), Berlin 1994, ISBN 3-922510-79-5.
- 079: Tilmann Lehnert,  Johannes Grützke (Zeichnungen): Herrchen, Fackel hoch! Zur Beleuchtung ganz bestimmter Tatsachen. BBK (Jury u. Hrsg.), Berlin 1994, ISBN 3-922510-81-7.
- 080: Gerd Henniger (Szenen einer Kindheit), Roger David Servais (Sechs Radierungen): Spiegel im Spiegel. BBK (Jury u. Hrsg.), Berlin 1995, ISBN 3-922510-80-9.
- 081: Ottfried Zielke, Uwe Warnke: Serielle Texte – visuelle Poesie. BBK (Jury u. Hrsg.), Berlin 1995, ISBN 3-922510-82-5.
- 082: Brigitte Struzyk (Gedichte), Katharina Kranichfeld (Radierungen): Rittersporn. BBK (Hrsg.), Berlin 1995, ISBN 3-922510-83-3.
- 083: Christiane Grosz, Gisela Grade (Farbradierungen): Reden und Schweigen. Berlin 1995, ISBN 3-922510-84-1.
- 084: Qeren Margalit, Gerlinde Creutzburg (Illustration, Radierung): Virginia's stone. Übers.: Andreas Koziol. Leporello Wendebd. BBK (Jury u. Hrsg.), Berlin 1995, ISBN 3-922510-85-X.
- 085: Gerhild Ebel (Text), Ottfried Zielke (Bild): Tiger – serieller Text. BBK (Hrsg.), Berlin 1996, ISBN 3-922510-86-8.[9]
- 086: Uwe Greßmann, Christine Schlegel (Kaltnadelradierungen): Schilda. Auswahl aus den nachgelassenen Gedichten besorgten Andreas Koziol und Richard Pietraß. BBK (Hrsg.), Berlin 1996, ISBN 3-922510-87-6.[9]
- 087: Hannes Schwenger, Klaus Büscher (Grafik): Mauerstückchen – eine märchenhafte Geschichte. Berlin 1996, ISBN 3-922510-88-4.[9]
- 088: Enrico van Feinstem, Giot Berger (Offsetlithographien): 10 kleine Noigorlein. Ein doitschos Luid. Leporello. BBK (Jury u. Hrsg.), Berlin 1996, ISBN 3-922510-90-6 (Nicht in DNB).
- 089: Silke Andrea Schuemmer, Krzysztof Jarzebinski (Holzschnitte): Die Form des Fisches ist sein Wissen über das Wasser. BBK (Jury u. Hrsg.), Berlin 1996, ISBN 3-922510-89-2 (Nicht in DNB).
- 090: Kerstin Hensel (Gedichte), Detlef Olschewski (Holzschnitte): Volksfest by Bürgerbräu. BBK (Jury u. Hrsg.), Berlin 1997, ISBN 3-922510-91-4.
- 091: Johannes Jansen, Gangolf Ulbricht (Wasserzeichen, Papier): Dickicht Anpassung. BBK (Jury), Literaturhaus Berlin (Hrsg.), Berlin 1997, ISBN 3-922510-92-2.
- 092: Eberhard Häfner, Magdalena Häfner (Offsetlithographie): Wessen Zuhause ist dessen. Literaturhaus Berlin (Hrsg.), Berlin 1997, ISBN 3-922510-93-0.
- 093: Helene Laitzsch (Text), Juliane Laitzsch (Konzeption und Zeichn.): Kleine Operationen am Gegenstand – Ein Buch und zwölf weitere Dinge. BBK (Jury), Literaturhaus Berlin (Hrsg.), Berlin 1997, ISBN 3-922510-94-9.
- 094: Guntram Vesper, Hartwig Ebersbach (Holzschnitte): Die Krankheit, zu schreiben. BBK (Jury), Literaturhaus Berlin (Hrsg.), Berlin 1998, ISBN 3-922510-95-7.
- 095: Frank-Wolf Matthies, Lutz Leibner (Orig.-Grafiken): Manifeste des DaDaeRismus. BBK (Jury), Literaturhaus Berlin (Hrsg.), Berlin 1998, ISBN 3-926433-12-4.
- 096: Jürgen K. Hultenreich (Texte), Martin Noll (Bilder): Anfang – Ende – Anfang. BBK (Jury), Literaturhaus Berlin (Hrsg.), Berlin 1998, ISBN 3-926433-13-2.
- 097: Einar Schleef, Bernhard Jäger (Bilder): Vom Leichtfuß. BBK (Jury), Literaturhaus Berlin (Hrsg.), Berlin 1998, ISBN 3-926433-14-0.
- 098: Richard Pietraß (Gedichte), Liz Mields-Kratochwil (Lithografien): Grenzfriedhof. BBK (Jury), Literaturhaus Berlin (Hrsg.), Berlin 1998, ISBN 3-926433-15-9.
- 099: Brigitte Reimann, Dieter Dressler (Radierung): Eine winzige Chance – Blätter, Bilder und Briefe. BBK (Jury), Literaturhaus Berlin (Hrsg.), Berlin 1999, ISBN 3-926433-16-7.
- 100: Klaus Bździach (Red. u. Hrsg.): Jelängerjelieber. Almanach der Edition Mariannenpresse. Zwanzig Jahre – hundert Bücher. Berlin 1999, ISBN 3-926433-17-5.
- 101: Helmut Oehring, Hagen Klennert: Sieben (aus: Der Spalt). Texte aus der Gebärdensprache, sechzehn Siebdrucke und ein Tonträger (CD). BBK (Jury), Literaturhaus Berlin (Hrsg.), Berlin 1999, ISBN 3-926433-19-1.
- 102: Elfriede Czurda, Stefanie Roth (Grafiken und Gestaltung): Gemachte Gedichte. Wortkörper, Weltkörper, Wörterkörper. Fünffarbiger Siebdruck: Martin Samuel. BBK (Jury), Literaturhaus Berlin (Hrsg.), Berlin 1999, ISBN 3-926433-20-5.
- 103 (verifiziert lt. KVK) | 105 (lt. DNB): Joachim Rágóczy: Mitmachen kann ich da nicht – Malerbriefe 1928 bis 1939 an seine Frau Irma. Literaturhaus Berlin (Hrsg.), Berlin 2000, ISBN 3-926433-22-1.
- 104: Oscar Heym (Text), Fritz Best (Bilder): Die Lottokiller. Edition Mariannenpresse (Jury), Literaturhaus Berlin (Hrsg.), Berlin 2000, ISBN 3-926433-22-8.
- 105 (lt. DNB u. FU): Francis Zeischegg: Maßstab der Erinnerung. Planzeichnungen von Kindheitshäusern und Gesprächsprotokolle. Edition Mariannenpresse (Jury), Literaturhaus Berlin (Hrsg.), Berlin 2000, ISBN 3-926433-22-X.
- 106: Hannes Schwenger, Hans Ticha (Holzschnitt): Sparbuch. (Auf die Sparrikaden!). Literaturhaus Berlin (Hrsg.), Berlin 2001, ISBN 3-926433-26-4.
- 107: Ingo Schulze, Erik Buchholz (Steindr.), Kay Voigtmann (Steindr.): Mr. Neitherkorn und das Schicksal. Literaturhaus Berlin (Hrsg.), Berlin 2001, ISBN 3-926433-25-6.
- 108: Martin Stephan, Christine Berndt (Lithogr.): Abschied der Friseure – Erzählung. Literaturhaus Berlin (Hrsg.), Berlin 2002, ISBN 3-926433-29-9.
- 109: Hannes Schwenger, Rainer Bonar (Radierungen): Robert fliegt. Eine Gespenstergeschichte. Berlin 2002, ISBN 3-926433-28-0.
- 110: Hans Christoph Buch (Romanfragment), Wolfgang Petrick (Illustrationen): Monrovia, mon amour – eine Reise ins Herz der Finsternis. Berlin 2002, ISBN 3-926433-30-2.
- 111: Ditha Brickwell, Linda Wolfsgruber (Zweifarbige Lithografien): Vollendete Sicherheit. Berlin 2003, ISBN 3-926433-31-0.
- 112: Uve Schmidt, Arno Waldschmidt (5 Holzschnitte): Unterm Halbmond. Eine Erzählung. Berlin 2003, ISBN 3-926433-32-9.
- 113: Katrin Peters: Einen freien Sonntag für Ich. Literaturhaus Berlin (Hrsg., in Zusammenarbeit mit UdK Berlin), Berlin 2005, ISBN 3-926433-33-7.
- 114: Jürgen K. Hultenreich, Hans-Hendrik Grimmling (Mehrfarbige Siebdrucke): Im Koffer nur Steine. Literaturhaus Berlin (Hrsg.), Berlin 2004, ISBN 3-926433-34-5.
- 115: Peter Brasch (Gedichte + 1 Radierung), Petra Schramm (Lithographien): Pessoas Begräbnis & dann. Literaturhaus Berlin (Hrsg.), Berlin 2004, ISBN 3-926433-35-3.
- 116: Ditha Brickwell, Albrecht v. Bodecker (Lithogr.): Zahlen! Literaturhaus Berlin (Hrsg.), Berlin 2004, ISBN 3-926433-36-1.
- 117: Helga M. Novak, Dieter Goltzsche (Lithogr.): Aus Wut – Gedichte. Literaturhaus Berlin (Hrsg.), Berlin 2005, ISBN 3-926433-39-6.
- 118: Karl G. Hufnagel, Franziska Hufnagel (Radierungen): Ohne Datum. Literaturhaus Berlin (Hrsg.), Berlin 2005 (lt. DNB 979562880 2006). ISBN 3-926433-37-X.
- 119: Bernd Wagner (Erzählung), Peter Herrmann (Holzschn.): Hel. Literaturhaus Berlin (Hrsg.), Berlin 2005, ISBN 3-926433-38-8.
- 120: Eckhardt Momber, Tinka Bechert (Lithogr.): Chinamesser – eine Erzählung. Literaturhaus Berlin (Hrsg.), Berlin 2005, ISBN 3-926433-40-X.
- 121: Tilmann Lehnert, Johannes Grützke (Vignetten und Lithogr.): Heidi und Schmitt – Vortragsstücke. Literaturhaus Berlin (Hrsg.), Berlin 2006, ISBN 3-926433-41-8.
- 122: Gerd-Peter Eigner (Text), Hans Ticha (Grafik): Mittagsstunde. Berlin 2006, ISBN 3-926433-43-4.
- 123: Marion Titze, Paco Knöller (13 Lithographien): Schlaf, Tod und Traum. Berlin 2007, ISBN 978-3-926433-44-2.
- 124: Felippo de Esteban: Flugschrift. Texte und Gouchen. Literaturhaus Berlin (Hrsg.), Berlin 2006, ISBN 3-926433-47-7.
- 125: Bora Ćosić, Wolfgang Petrick (Grafik): Alaska! – Gedichte für Lida. Berlin 2008, ISBN 978-3-926433-45-9.
- 126: Benno Meyer-Wehlack (Text), Marcus Behmer (3 Original-Radierungen), Horst Hussel (1 Radierung): Schmale windige Zeiten – Ein Briefwechsel. Berlin 2006, ISBN 3-926433-46-9.
- 127: Tina Schimansky (Illustrator, Drucker), Bettina Sommershof (Typografie): ABC. Literaturhaus Berlin (Hrsg.), Berlin 2007, ISBN 978-3-926433-49-7.
- 128: Johannes Schenk (14 Gedichte, eine Geschichte, Zeichnungen), Natascha Ungeheuer (Lithographien): Geschenke. Berlin 2007, ISBN 978-3-926433-51-0.
- 129: Thomas Kunst (12 Sonette), Sighard Gille (1 Radierung): Vergangenheit für alles. Berlin 2008, ISBN 978-3-926433-50-3.
- 130: Hannes Schwenger (Hrsg.): Ausgepresst – Almanach der Edition Mariannenpresse. Die letzte Edition. Kondolenzbuch der Edition Mariannenpresse. Dreißig Jahre, hundertdreißig Bücher. Berlin 2009, ISBN 978-3-926433-52-7.